# Box-office 1980 au Canada et aux États-Unis
Cet article traite du box-office de 1980 au Canada et aux États-Unis.

## Classement
| Rang | Titre                                          | Pays                                | Réalisateur                              | Recettes      |
| ---- | ---------------------------------------------- | ----------------------------------- | ---------------------------------------- | ------------- |
| 1.   | Star Wars, épisode V : L'Empire contre-attaque | États-Unis d'Amérique               | Irvin Kershner                           | 209 398 025 $ |
| 2.   | Comment se débarrasser de son patron           | États-Unis d'Amérique               | Colin Higgins                            | 103 290 500 $ |
| 3.   | Faut s'faire la malle                          | États-Unis d'Amérique               | Sidney Poitier                           | 101 300 000 $ |
| 4.   | Y a-t-il un pilote dans l'avion ?              | États-Unis d'Amérique               | Jim Abrahams, David Zucker, Jerry Zucker | 83 453 539 $  |
| 5.   | Ça va cogner                                   | États-Unis d'Amérique               | Buddy Van Horn                           | 70 687 344 $  |
| 6.   | La Bidasse                                     | États-Unis d'Amérique               | Howard Zieff                             | 69 847 348 $  |
| 7.   | Nashville Lady                                 | États-Unis d'Amérique               | Michael Apted                            | 67 182 787 $  |
| 8.   | Tu fais pas le poids, shérif !                 | États-Unis d'Amérique               | Hal Needham                              | 66 132 626 $  |
| 9.   | Le Lagon bleu                                  | États-Unis d'Amérique               | Randal Kleiser                           | 58 853 106 $  |
| 10.  | The Blues Brothers                             | États-Unis d'Amérique               | John Landis                              | 57 229 890 $  |
| 11.  | Des gens comme les autres                      | États-Unis d'Amérique               | Robert Redford                           | 54 766 923 $  |
| 12.  | Popeye                                         | États-Unis d'Amérique               | Robert Altman                            | 49 823 037 $  |
| 13.  | Urban Cowboy                                   | États-Unis d'Amérique               | James Bridges                            | 46 918 287 $  |
| 14.  | Shining                                        | États-Unis d'Amérique · Royaume-Uni | Stanley Kubrick                          | 44 017 374 $  |
| 15.  | Comme au bon vieux temps                       | États-Unis d'Amérique               | Jay Sandrich                             | 43 995 918 $  |
| 16.  | Cheech et Chong - La suite                     | États-Unis d'Amérique               | Tommy Chong                              | 41 675 194 $  |
| 17.  | Le Golf en folie                               | États-Unis d'Amérique               | Harold Ramis                             | 39 846 344 $  |
| 18.  | Vendredi 13                                    | États-Unis d'Amérique               | Sean S. Cunningham                       | 39 754 601 $  |
| 19.  | Brubaker                                       | États-Unis d'Amérique               | Stuart Rosenberg                         | 37 121 708 $  |
| 20.  | Les Petites Chéries                            | États-Unis d'Amérique               | Ronald F. Maxwell                        | 34 326 249 $  |